# 2018年亞洲運動會跆拳道比賽
2018年亞洲運動會跆拳道比賽為第十八屆亞洲運動會的其中一項競賽項目，共產生14面金牌；賽事於2018年8月19日至8月23日期間在雅加達展覽中心舉行。

## 獎牌統計

### 國家獎牌榜
| 排名 | 国家／地区        | 金牌 | 银牌 | 铜牌 | 總數 |
| ---- | ----------------- | ---- | ---- | ---- | ---- |
| 1    | 韩国（KOR）       | 5    | 5    | 2    | 12   |
| 2    | 伊朗（IRI）       | 2    | 3    | 2    | 7    |
| 3    | 泰国（THA）       | 2    | 0    | 2    | 4    |
| 4    | （UZB）           | 1    | 3    | 2    | 6    |
| 5    | 中国（CHN）       | 1    | 2    | 2    | 5    |
| 6    | 中华台北（TPE）   | 1    | 0    | 3    | 4    |
| 6    | 约旦（JOR）       | 1    | 0    | 3    | 4    |
| 8    | 印度尼西亚（INA） | 1    | 0    | 0    | 1    |
| 9    | （KAZ）           | 0    | 1    | 4    | 5    |
| 10   | 菲律宾（PHI）     | 0    | 0    | 3    | 3    |
| 11   | 日本（JPN）       | 0    | 0    | 2    | 2    |
| 12   | 黎巴嫩（LBN）     | 0    | 0    | 1    | 1    |
| 12   | 马来西亚（MAS）   | 0    | 0    | 1    | 1    |
| 12   | 越南（VIE）       | 0    | 0    | 1    | 1    |
|      | 總計              | 14   | 14   | 28   | 56   |

### 項目獎牌榜

#### 男子對打
| 項目         | 金牌                            | 银牌                                | 铜牌                              |
| 58公斤級     | 金泰勛 · 韩国（KOR）            | 尼亚兹·普拉托夫 · （UZB）           | 鈴木塞吉歐 · 日本（JPN）          |
| 58公斤級     | 金泰勛 · 韩国（KOR）            | 尼亚兹·普拉托夫 · （UZB）           | 法尔赞·阿舒尔扎德 · 伊朗（IRI）   |
| 63公斤級     | 米爾哈什姆·何塞尼 · 伊朗（IRI） | 趙帥 · 中国（CHN）                  | 何嘉欣 · 中华台北（TPE）          |
| 63公斤級     | 米爾哈什姆·何塞尼 · 伊朗（IRI） | 趙帥 · 中国（CHN）                  | 趙江敏 · 韩国（KOR）              |
| 68公斤級     | 李大勳 · 韩国（KOR）            | Amir Mohammad Bakhshi · 伊朗（IRI） | 艾哈邁德·阿布賈努殊 · 约旦（JOR） |
| 68公斤級     | 李大勳 · 韩国（KOR）            | Amir Mohammad Bakhshi · 伊朗（IRI） | Yerassyl Kaiyrbek · （KAZ）       |
| 80公斤級     | 尼基塔·拉夫洛維奇 · （UZB）     | 李華珍 · 韩国（KOR）                | 薩利赫·夏拉巴提 · 约旦（JOR）     |
| 80公斤級     | 尼基塔·拉夫洛維奇 · （UZB）     | 李華珍 · 韩国（KOR）                | Nurlan Myrzabayev · （KAZ）       |
| 80公斤以上級 | Saeid Rajabi · 伊朗（IRI）      | 德米特里·绍金 · （UZB）             | Hamza Kattan · 约旦（JOR）        |
| 80公斤以上級 | Saeid Rajabi · 伊朗（IRI）      | 德米特里·绍金 · （UZB）             | 鲁斯兰·扎帕罗夫 · （KAZ）         |

#### 女子對打
| 項目         | 金牌                            | 银牌                           | 铜牌                                  |
| 49公斤級     | 帕妮帕·翁帕他那吉 · 泰国（THA） | Madinabonu Mannopova · （UZB） | 娜希德·基亚尼 · 伊朗（IRI）           |
| 49公斤級     | 帕妮帕·翁帕他那吉 · 泰国（THA） | Madinabonu Mannopova · （UZB） | 山田美諭 · 日本（JPN）                |
| 53公斤級     | 蘇柏亞 · 中华台北（TPE）        | 河敏雅 · 韩国（KOR）           | Aldangorova Fariza · （KAZ）          |
| 53公斤級     | 蘇柏亞 · 中华台北（TPE）        | 河敏雅 · 韩国（KOR）           | Aoun Laetitia · 黎巴嫩（LBN）         |
| 57公斤級     | 駱宗詩 · 中国（CHN）            | 李雅凛 · 韩国（KOR）           | Pauline Lopez · 菲律宾（PHI）         |
| 57公斤級     | 駱宗詩 · 中国（CHN）            | 李雅凛 · 韩国（KOR）           | Vipawan Siripornpermsak · 泰国（THA） |
| 67公斤級     | 朱利亚娜·萨迪克 · 约旦（JOR）   | 金珍迪 · 韩国（KOR）           | 張夢宇 · 中国（CHN）                  |
| 67公斤級     | 朱利亚娜·萨迪克 · 约旦（JOR）   | 金珍迪 · 韩国（KOR）           | 妮戈拉·图尔松库洛娃 · （UZB）         |
| 67公斤以上級 | 李多嫔 · 韩国（KOR）            | 坎塞尔·杰尼兹 · （KAZ）        | 高盼 · 中国（CHN）                    |
| 67公斤以上級 | 李多嫔 · 韩国（KOR）            | 坎塞尔·杰尼兹 · （KAZ）        | 斯韦特兰娜·奥西波娃 · （UZB）         |

#### 品勢
| 項目     | 金牌                                                                           | 银牌                                                     | 铜牌                                                                             |
| 男子個人 | Kang Min-sung · 韩国（KOR）                                                    | Bakhtiyar Koorosh · 伊朗（IRI）                          | 陳靖 · 中华台北（TPE）                                                           |
| 男子個人 | Kang Min-sung · 韩国（KOR）                                                    | Bakhtiyar Koorosh · 伊朗（IRI）                          | Pongporn Suvittayarak · 泰国（THA）                                              |
| 男子團體 | 韩国（KOR） · Han Yeong-hun · Kim Seon-ho · Kang Wang-jin                      | 中国（CHN） · 朱宇祥 · 胡明達 · 鄧庭鋒                   | 菲律宾（PHI） · Chomchuen Kotchawan · Phaisankia Phenkanya · Sirisahakit Ornawee |
| 男子團體 | 韩国（KOR） · Han Yeong-hun · Kim Seon-ho · Kang Wang-jin                      | 中国（CHN） · 朱宇祥 · 胡明達 · 鄧庭鋒                   | 越南（VIE） · Chomchuen Kotchawan · Phaisankia Phenkanya · Sirisahakit Ornawee   |
| 女子個人 | Rosmaniar Defia · 印度尼西亚（INA）                                            | Salashouri Marjan · 伊朗（IRI）                          | 叶钦文 · 马来西亚（MAS）                                                         |
| 女子個人 | Rosmaniar Defia · 印度尼西亚（INA）                                            | Salashouri Marjan · 伊朗（IRI）                          | Yu Ji-hye · 韩国（KOR）                                                          |
| 女子團體 | 泰国（THA） · Chomchuen Kotchawan · Phaisankia Phenkanya · Sirisahakit Ornawee | 韩国（KOR） · Gwak Yeo-won · Choi Dong-ah · Park Jae-eun | 中华台北（TPE） · 陳以瑄 · 林侃諭 · 陳湘婷                                       |
| 女子團體 | 泰国（THA） · Chomchuen Kotchawan · Phaisankia Phenkanya · Sirisahakit Ornawee | 韩国（KOR） · Gwak Yeo-won · Choi Dong-ah · Park Jae-eun | 菲律宾（PHI） · Juvenile Crisostomo · Rinna Babanto · Janna Oliva                |

## 外部連結
- Taekwondo at the 2018 Asian GamesArchive.today的存檔，存档日期2018-08-16